# Ponte (sistema nervoso)
A ponte (também chamada de protuberância, protuberância anelar ou ponte de Varólio) é uma estrutura pertencente ao tronco cerebral.
A ponte pertence ao rombencéfalo. Nasce da porção anterior do metencéfalo, recebendo ainda uma contribuição da porção alar do mielencéfalo.

## Localização
Situa-se anteriormente em relação ao cerebelo, superiormente ao bulbo e inferiormente aos pedúnculos cerebrais (mesencéfalo).
Limites:
- Inferior – sulco bulboprotuberancial
- Superior – sulco pôntico superior

## Significância Clínica
- Forma a metade superior do pavimento do quarto ventrículo
- Possui diversos núcleos de importantes nervos cranianos, como o trigémeo, motor ocular externo, facial e auditivo.
- Serve como condutor para importantes vias ascendentes e descendentes (e.g. cortico-nuclear, cortico-protuberancial, cortico-espinhal, etc.)

## Estrutura
A protuberância é constituída por duas porções:
- Protuberância basal – estrutura ventral e que interconecta os dois hemisférios cerebelares através dos pedúnculos cerebelares médios
- Tegmento, que é uma estrutura mais posterior.

Entre o bolbo raquidiano e a protuberância existe a separá-los o sulco bulboprotuberancial. Entre este sulco e a fissura mediana anterior existe um pequeno orifício, designado de buraco cego.
A protuberância apresenta então a protuberância basal, o tegmento, os pedúnculos cerebelares médios e parte do quarto ventrículo.
Na face ventral esta contém um sulco basilar, onde se encontra a artéria basilar; pedúnculos cerebelosos médios lateralmente e para onde convergem as fibras transversas da protuberância. O nervo trigémio (V), entra no tronco cerebral no seu ponto médio, e outros três nervos cranianos entram, no sulco que existe entre a protuberância basal e o bolbo raquidiano (abducente, facial e vestibulococlear). Origem aparente do nervo oculomotor, ao nível do sulco pôntico superior.
O nervo abducente (VI) é o menor e localizado mais medialmente, emergindo no sulco ponticobulbar sobre as pirâmides. O nervo facial (VII) é mais lateral e apresenta duas partes – a raiz motora que é a maior e mais medial e a raiz sensitiva, mais pequena, às vezes referida como nervo intermédio. O nervo vestibulococlear (VIII) é mais lateral que o nervo facial e apresenta também duas partes – a divisão vestibular que é mais medial à divisão coclear.
A parte tegmentar da protuberância apresenta vários núcleos – núcleo abducente, facial e vestibulococlear. Apresenta também o corpo trapezóide que separa a protuberância basal do tegmento e é perfurada pelo lemnisco medial.
Observam-se no tegmento as fibras dos lemniscos que de medial para lateral são:
- Medial;
- Espinhal;
- Trigeminal;
- Lateral – forma parte do sistema auditivo ascendente e termina no colículo inferior do mesencéfalo.

O pedúnculo cerebelar superior, forma muito do tecto do quarto ventrículo na protuberância e emerge do cerebelo para a linha média, entrando lateralmente, junto à junção entre a protuberância e o mesencéfalo. Nesta junção, emerge o nervo troclear (IV) da superfície dorsal do tronco cerebral. 
O pedúnculo cerebelar superior é coberto na protuberância rostral por fibras do lemnisco lateral, que formam parte do sistema auditivo ascendente.

### Cortes transversais
A cada nível do tronco cerebral podem ser identificadas três áreas gerais em corte transversal:
- A área posterior ao espaço ventricular;
- A área anterior ao espaço ventricular;
- As estruturas na superfície anterior do tronco cerebral.

A única parte do tronco cerebral onde a área posterior ao espaço ventricular contém uma quantidade significativa de tecido neuronal é o mesencéfalo – esta região é designada de tecto e é constituída pelos colículos superiores e inferiores. Na protuberância e porção rostral do bolbo o quarto ventrículo é coberto posteriormente pela vela medular superior, pela vela medular inferior e pelo cerebelo.
A área anterior ao espaço ventricular é designada de tegmento e contém a formação reticular, núcleos e feixes dos nervos cranianos, vias ascendentes e descendentes.
Vias ascendentes e descendentes principais:
As estruturas na superfície anterior do tronco cerebral contêm fibras descendentes do córtex cerebral para a medula (corticoespinhais), para certos núcleos de nervos cranianos ou para núcleos pônticos que por sua vez projectam fibras para o cerebelo. Estas estruturas incluem os pedúnculos cerebrais, a protuberância basal e as pirâmides do bolbo.
Na protuberância existem portanto três tipos de fibras descendentes:
- Corticoespinhais;
- Corticonucleares – que se dirigem aos núcleos dos nervos cranianos;
- Corticopônticas;

As três maiores vias (corticoespinhal, epinhotalâmico e coluna posterior) estando presentes na medula espinhal estão também presentes no bolbo raquidiano. Dois destes três – o cortinhoespinhal e o espinhotalâmico permanecem na mesma posição relativa com a medula espinhal. 
As fibras corticoespinhais' atravessam os pedúnculos cerebrais e a protuberância basal e as pirâmides do bolbo na parte ventral do tronco cerebral. Na junção espinhobulbar a maioria das fibras decussam formando o feixe corticoespinhal lateral. 
O tracto espinhotalâmico continua na mesma posição relativa, apresentando-se na porção anterolateral do tegmento. Os feixes da coluna posterior continuam no bolbo para terminar nos núcleos da coluna posterior – gracilis e cuneados. As suas fibras decussam e formam o lemnisco medial que atinge o tálamo. O lemnisco medial começa junto á linha média e desloca-se progressivamente na direcção lateral à medida que se ascende no tronco cerebral.

### Porção caudal da protuberância
Desde a parede rostral onde os pedúnculos cerebelares inferiores entram posteriormente no cerebelo até à porção rostral dos pedúnculos cerebelares médios. 
- O fascículo longitudinal medial continua na mesma posição relativa - adjacente à linha média do pavimento do quarto ventrículo.
- O lemnisco medial já não se localiza junto a linha média (contrariamente ao bolbo)e está agora posterior à formação reticular.
- Os feixes que vão dar origem às pirâmides estão dispersos na protuberância que apresenta fibras longitudinais (essencialmente pirâmidais), fibras transversas e núcleos pônticos. A maioria das fibras orientadas longitudinalmente são fibras corticoespinhais, mas outras são fibras corticopônticas. Estas últimas originam-se em muitas áreas do córtex cerebral e terminam ipsilateralmente no núcleo pôntico. As fibras pós-sinápticas dos núcleos pônticos atravessam a linha média e dirigem-se para o cerebelo através do pedúnculo cerebelar médio.
- O tracto espinhotalâmico e o tracto epinhocerebelar anterior continuam na porção anterolateral do tegmento. Fibras espinhoreticulares relacionam-se com o tracto espinhotalâmico e terminam medialmente às suas fibras, na formação reticular do tronco cerebral.

### Porção rostral da protuberância
Estende-se da porção rostral dos pedúnculos cerebelares médios até à extremidade caudal do aqueduto cerebral. 
- O nervo trigémio está ligado a este nível e o nervo troclear emerge da junção entre a protuberância e o mesencéfalo dorsalmente. O fascículo longitudinal medial é ainda visível. Os pedúnculos cerebelares superiores tornam-se evidentes na parede do quarto ventrículo.
- O lemnisco medial apresenta-se mais achatado e assume uma orientação transversa na junção entre a protuberância basal e o tegmento pôntico. À medida que o lemnisco medial se localiza mais lateralmente, torna-se cada vez mais adjacente ao tracto espinhotalâmico. O tracto corticoespinhal continua longitudinalmente acompanhado por fibras corticopônticas.
- O tracto espinhocerebelar anterior desloca-se posteriormente para a superfície do pedúnculo cerebelar superior para entrar no cerebelo.

## Anatomia Descritiva

### Configuração Externa
A protuberância apresenta uma forma cubóide, achatada no sentido ântero-posterior com direcção próxima da vertical. É constituída por 6 faces:
- 1 anterior
- 2 laterais
- 1 posterior
- 1 superior
- 1 inferior

Face anterior - Convexa vertical e transversalmente. Repousa na goteira basilar do occipital e é formada por estrias transversais que se estendem, horizontalmente, de um pedúnculo cerebeloso médio ao outro. Tem na linha média o sulco basilar onde se relaciona com a artéria basilar – os bordos elevam-se pela passagem das vias córtico-espinhais através da ponte.

Faces laterais - Continuam-se em cima e atrás pelos pedúnculos cerebelosos médios. No limite entre a face anterior e a lateral emergem as raízes motoras e sensitivas do nervo trigémeo (V). Esta emergência faz-se por 2 raízes:
- Uma maior e externa – raiz sensitiva
- Uma menor e interna – raiz motora.

Póstero-superiormente aos pedúnculos cerebelosos médios estão os pedúnculos cerebelosos superiores. A separação destes efectua-se por um sulco oblíquo ântero-superiormente, que se prolonga na face lateral do mesencéfalo.

Face Posterior - Limitada supero-lateralmente pelos pedúnculos cerebelosos superiores, que se reúnem na extremidade superior da protuberância formando um espaço triangular de vértice superior – triângulo superior ou triângulo protuberancial do pavimento do IV ventrículo; 
- A face posterior do espaço triangular vai ser ocupada por uma membrana - a válvula de Vieussens. Esta está em continuidade, atrás, com o cerebelo, e, lateralmente, com os pedúnculos cerebelosos superiores;
- Retirando esta membrana, observa-se a metade superior do pavimento do 4º ventrículo, que se continua em baixo com a porção bulbar do pavimento ventricular. A superfície do triângulo protuberancial apresenta o Sulco mediano, que prolonga o sulco mediano do 4º ventrículo;

De cada lado deste sulco, de dentro para fora: 
- Eminência mediana de Teres – alongada e cuja porção inferior é mais dilatada (onde se situa o núcleo do nervo Motor Ocular Externo, a raiz do Nervo Facial e ainda constitui o colículo facial)
- Sulco limitante (fosseta superior)
- Área Vestibular – superfície em relevo, continua-se em baixo com a área vestibular do bulbo.

Face superior - Corresponde aos Pedúnculos cerebrais continuando-se com estes. Estas duas formações estão separadas pelo sulco pedúnculo-protuberancial ou Ponto-peduncular e pela diferente direcção das fibras destes órgãos.

Face inferior - Corresponde à base do bulbo raquidiano. Adiante, está separada do bulbo pelo Sulco bulbo-protuberancial. Deste emergem, de interno para externo, o Nervo Motor Ocular Externo ou Abducente (VI), o Nervo Facial (VII) e o Nervo Auditivo ou Vestíbulo-coclear (VIII) Atrás, a demarcação não existe, sendo feita a separação ao nível de uma linha imaginária que une os dois ângulos laterais do IV ventrículo.
Adiante, está separada do bulbo pelo Sulco bulbo-protuberancial de onde emergem, de interno para externo, o Motor Ocular Externo ou Abducente (VI), o Nervo Facial (VII) e o Nervo Auditivo ou Vestíbulo-coclear (VIII)

### Configuração Interna
A protuberância é dividida, pelas fibras transversalmente dispostas do corpo trapezóide:
- Porção posterior, tegumento
- Porção anterior, porção basal

Para se estudar a estrutura da protuberância, divide-se a mesma através de dois níveis:
- Secção transversal pela porção craniana, ao nível dos núcleos do trigémeo;
- Secção transversal pela porção caudal da ponte, ao nível do colículo facial (eminência redonda) – inclui a raiz do nervo facial

#### Secção transversal pela porção craniana
Contém os núcleos sensoriais e motores do trigémeo:
- O núcleo motor do trigémeo está mais interno e abaixo da parte externa do 4º ventrículo dentro da formação reticular e as fibras vão emergir na face anterior da protuberância.
- O núcleo sensorial principal do trigémeo está situado externamente ao núcleo motor e prolonga-se para baixo para o núcleo do tracto espinhal. As fibras sensoriais vão ter um trajecto semelhante ao anterior, no entanto, situam-se externamente.

Encontramos o lemnisco interno (mediano), o qual sofre uma rotação quando passa do bulbo para a protuberância e encontra-se na parte mais anterior do tegumento. O lemnisco interno é acompanhado do lemnisco espinhal e externo, que se encontram mais externamente. O corpo trapezóide é feito de fibras do núcleo coclear e do núcleo do corpo trapezóide que atravessam parte anterior do tegumento. O pedúnculo cerebeloso superior está situado póstero-externamente ao núcleo motor do trigémeo.

#### Secção transversal pela porção caudal
- O núcleo do nervo facial (VII par) vai encontrar-se atrás do lemnisco interno e as suas fibras vão contornar o núcleo do nervo motor ocular externo (VI par) dando origem a uma impressão observável exteriormente a que se dá o nome de colículo facial (ou eminência redonda).
- O fascículo longitudinal interno vai situar-se junto à linha mediana, abaixo do pavimento do 4º ventrículo e permite a conexão dos núcleos do vestibular e coclear, com o núcleo dos nervos que controlam os músculos extra-oculares (pares III, IV e VI).)
- O núcleo vestibular interno vai situar-se externamente ao núcleo do nervo Motor Ocular Externo ou Abducente (VI par craniano) e em íntima relação com o pedúnculo cerebeloso inferior. A parte basal (porção anterior) contém pequenas massas de células nervosas denominadas núcleos pônticos, onde terminam fibras córtico-pônticas. Os axónios destas células formam fibras transversas, que intersectam as vias córtico-espinhais e córtico-nucleares. Atravessam os pedúnculos cerebelosos médios e são distribuídos para o hemisfério cerebeloso. Esta é assim a maior via de comunicação do córtex cerebral com o cerebelo.

- O corpo trapezóide e o lemnisco interno estão situados no mesmo sítio que na secção anterior.

## Imagens adicionais

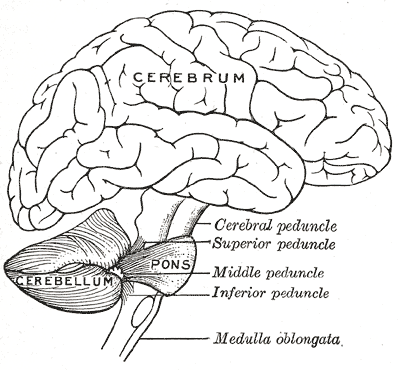
Esquema mostrando as conexões entre as diversas partes do cérebro.
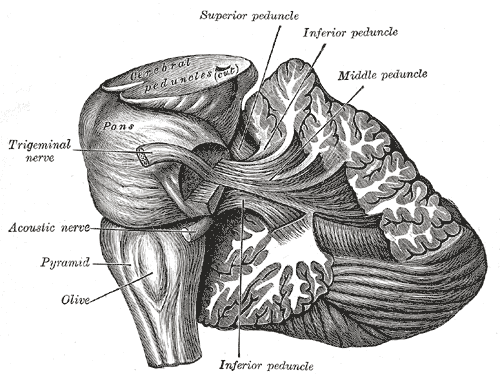
Dissecção mostrando as fibras de projeção do cerebelo.
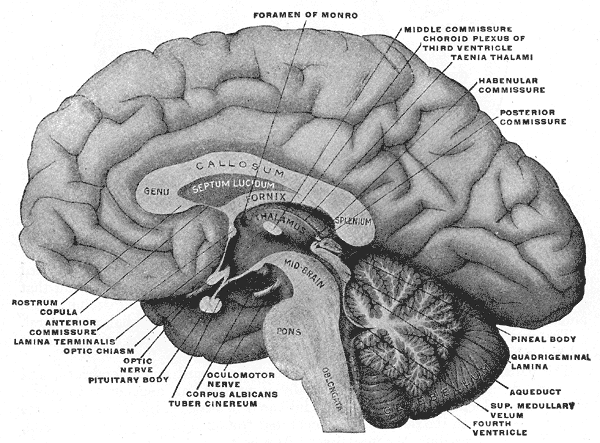
Aspecto do cérebro seccionado no plano sagital mediano.